# Road to Nowhere
Road to Nowhere é um filme de suspense romântico produzido nos Estados Unidos e lançado em 2010.